# Rachel Zoe

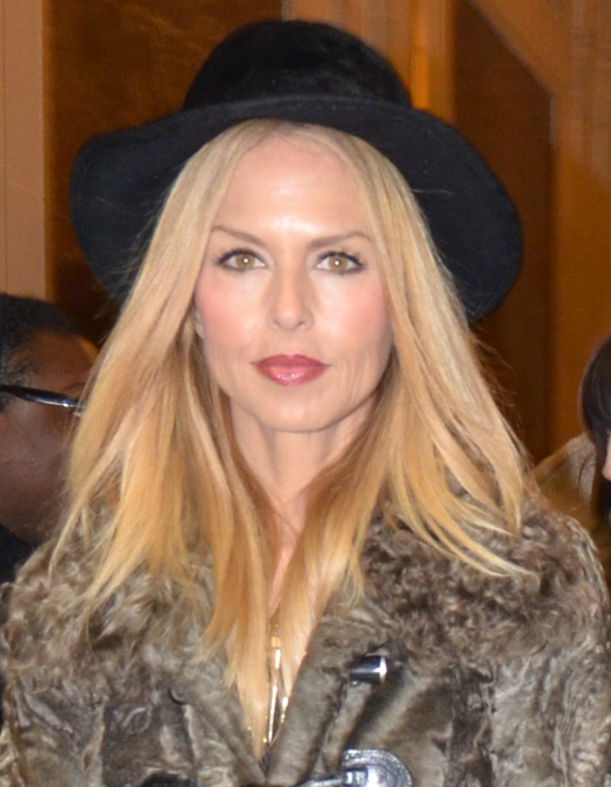
Rachel Zoe

Rachel Zoe Rosenzweig é uma estilista americana, nasceu em 1 de setembro de 1971, mais conhecida por trabalhar com celebridades, casas de moda, empresas de beleza, agências de publicidade e editores de revistas. Em 2008, estreou a primeira temporada de sua série de televisão : The Rachel Zoe Project. Antes de trabalhar como estilista, Zoe trabalhou em Gotham na revista YM Carreira Como estilista, Zoe tem trabalhado com Cameron Diaz, Lindsay Lohan, Mischa Barton, Nicole Richie, e Keira Knightley, sua atual lista de clientes inclui Jennifer Garner, Kate Hudson, Kate Beckinsale, Debra Messing, Demi Moore, Joy Bryant, Molly Sims, Eva Mendes, e Anne Hathaway. 
Nasceu na cidade de Nova York, filha de Leslie e Ron Rosenzweig. Deixou o seu último nome quando se tornou conselheira de moda, pois Rosenzweig soava-lhe muito "judeu". Viveu durante toda a sua infância em New Jersey. Estou psicologia e sociologia na George Washington University onde conheceu o seu futuro e actual marido Rodger Berman. Quando acabou o curso mudou-se para Nove York para começar a sua carreira no mundo da moda. 
Tem 2 filhos Skyler Morrison Berman que nasceu a Março de 2011 e  Kaius "Kai" Jagger Berman que nasceu em Dezembro de 2013. 
Em Portugal a 5ª temporada da série televisiva passa no canal Sic Mulher. 
Atualmente o canal Glitz passa a sua quinta temporada. 